# إلياهو كاتس
إلياهو كاتس (بالعبرية: אליהוא כ"ץ‏) (بالإنجليزية: Elihu Katz)‏ هو أستاذ جامعي أمريكي وإسرائيلي، ولد في 21 مايو 1926 في نيويورك في الولايات المتحدة.

## وصلات خارجية
- إلياهو كاتس على موقع الموسوعة البريطانية (الإنجليزية)